# Arrampicata sportiva ai XIX Giochi asiatici
Le gare di arrampicata sportiva ai XIX Giochi asiatici sono state disputate tra il 3 ed il 7 ottobre 2023 al Shaoxing Keqiao Yangshan Sport Climbing Centre di Shaoxing.

## Paesi partecipanti
- Cina 12
- Corea del Sud 10
- Filippine 4
- Giappone 6
- Hong Kong 6
- India 7
- Indonesia 12
- Iran 5
- Kazakistan 12
- Kuwait 1
- Mongolia 5
- Pakistan 5
- Singapore 5
- Taipei cinese 2
- Thailandia 12
- Uzbekistan 4

## Podi

### Uomini
| Evento                     | Oro                                                | Argento                                                             | Bronzo                                                 |
| Speed (dettagli)           | Reza Alipour                                       | Long Jinbao                                                         | Veddriq Leonardo                                       |
| Staffetta speed (dettagli) | Cina Long Jinbao Wang Xinshang Wu Peng Zhang Liang | Indonesia Aspar Kiromal Katibin Veddriq Leonardo Rahmad Adi Mulyono | Corea del Sud Jung Yong-jun Lee Seung-beom Lee Yong-su |
| Combinata (dettagli)       | Sorato Anraku                                      | Lee Do-hyun                                                         | Pan Yufei                                              |

### Donne
| Evento                     | Oro                                                 | Argento                                                                                     | Bronzo                                            |
| Speed (dettagli)           | Desak Made Rita Kusuma Dewi                         | Deng Lijuan                                                                                 | Rajiah Sallsabillah                               |
| Staffetta speed (dettagli) | Cina Deng Lijuan Niu Di Wang Shengyan Zhang Shaoqin | Indonesia Desak Made Rita Kusuma Dewi Nurul Iqamah Alivany Ver Khadijah Rajiah Sallsabillah | Corea del Sud Choi Na-woo Jeong Ji-min Noh Hee-ju |
| Combinata (dettagli)       | Ai Mori                                             | Seo Chae-hyun                                                                               | Zhang Yuetong                                     |

## Medagliere
| Pos.   | Paese         | Oro | Argento | Bronzo | Totale |
| ------ | ------------- | --- | ------- | ------ | ------ |
| 1      | Cina          | 2   | 2       | 2      | 6      |
| 2      | Giappone      | 2   | 0       | 0      | 2      |
| 3      | Indonesia     | 1   | 2       | 2      | 5      |
| 4      | Iran          | 1   | 0       | 0      | 1      |
| 5      | Corea del Sud | 0   | 2       | 2      | 4      |
| Totale | Totale        | 6   | 6       | 6      | 18     |